# Рено (бронеавтомобиль)
Рено (бронеавтомобиль) — импортный пулемётный бронеавтомобиль производства фирмы Renault (Франция). Русской императорской армии было поставлено 40 машин данного класса.

## История создания
В 1914 году французская фирма Renault начинает выпуск серии бронеавтомобилей «Рено». Русская императорская армия делает заказ на эти бронеавтомобили, и в 1915—1916 годах в армию Российской империи прибывают 40 машин. После Февральской и  Октябрьской революций, поставка бронеавтомобилей в Россию прекратилась.

## Операторы
- Российская империя — 40 машин
- РСФСР
- Белое движение
- УНР — 1 или 2 машины

## Эксплуатация и боевое применение

### В Русской императорской Армии
Ввиду их неполного бронирования «Рено» использовались в основном в охране колонн, защиты важных объектов, ограниченно применялись на фронте и в разведке. Позднее 11 бронеавтомобилей были полностью перебронированы по проекту штабс-капитана В. А. Мгеброва и известны, как «Мгебров-Рено».

### В РККА и армиях Белого движения
После 1917 года бронеавтомобили попали в руки РСФСР, меньшая часть — досталась Белому движению. «Рено» применялись в ходе важных стратегических наступательных операций Белых Армий и РККА. После 1921 года их окончательно сняли с вооружения в РСФСР.

### В армиях других стран
Сведения об использовании бронеавтомобилей «Рено» данного типа в других стран отсутствуют. Вполне возможно, что 1 или 2 бронеавтомобиля были захвачены армией УНР и использовались ею.

## Оценка машины
В целом «Рено» был неплохим бронеавтомобилем с хорошими ходовыми качествами. Но его неполноценное бронирование предопределило его дальнейшую судьбу: на фронте таких машин было очень мало, ввиду их уязвимости для орудий противника. С точки зрения разведки, охранны колонн и военных объектов «Рено» полностью отвечал поставленным требованиям.